# هلیوم-۴
هلیم-۴ (با نماد ۴
2He یا ۴

هلیوم-۴ در ستون مربوط به ایزوتوپ های هلیوم

He) یکی از ایزوتوپ‌های عنصر گازی هلیم است. این ایزوتوپ پایدار بوده و فراوان‌ترین ایزوتوپ هلیم در زمین است. هسته این ایزوتوپ شامل دو پروتون و دو نوترون است که در واقع همان اجزا تشکیل دهنده ذرات آلفا است.